# Université de Gand
 (juillet 2017).
Si vous disposez d'ouvrages ou d'articles de référence ou si vous connaissez des sites web de qualité traitant du thème abordé ici, merci de compléter l'article en donnant les références utiles à sa vérifiabilité et en les liant à la section « Notes et références ».
L'université de Gand, en abrégé UGent, anciennement Rijksuniversiteit Gent (université d’État de Gand, dénomination utilisée jusqu’en 1991, en abrégé RUG), est une université belge néerlandophone, implantée à Gand.
L’université a été classée à plusieurs reprises comme la meilleure des universités belges dans plusieurs domaines, que ce soit par des évaluateurs étrangers (comme le classement de l’université de Shanghai, en 2005 et en 2006) ou par la Région flamande (que ses visites d’évaluation, dites visitaties, ont conduit à désigner, en 2006, les facultés de médecine et de droit de l’université gantoise comme les meilleures de Flandre). Enfin, trois des prix Nobel belges ont enseigné dans cette université et deux y ont été étudiants Corneille Jean François Heymans, Maurice Maeterlinck).
Université axée sur la recherche et à l'esprit social, l'UGent se classe régulièrement parmi les 100 meilleures universités du monde dans différents classements,. Elle est l'un des plus grands bénéficiaires de financements du Fonds pour la recherche scientifique de Flandres (en). Elle figurait également parmi les 30 premiers bénéficiaires de subventions de recherche majeures accordées par le Conseil européen de la recherche dans le cadre de financement Horizon 2020 (2014-2020).

## Histoire
L’université de Gand fut fondée à l'époque du royaume uni des Pays-Bas, sous les auspices du roi Guillaume Ier, au même moment que deux autres universités d’État, à Liège et à Louvain. Inaugurée solennellement en 1817, elle ne compta tout d’abord que 190 étudiants et seize professeurs, dont une majorité d’étrangers, et quatre facultés: Lettres, Droit, Médecine et Sciences. Les enseignements étaient tout d’abord dispensés en latin. Cependant, ses effectifs étudiants ne cessaient de croître, jusqu’à ce que survînt la révolution belge de 1830, à la suite de laquelle lui furent ôtées deux facultés (Lettres et Sciences). C'est aussi à partir de ce moment que le français, la langue de la bourgeoisie belge, devient la langue d'instruction. En 1835, ces deux facultés lui furent restituées, pendant qu’au même moment plusieurs écoles techniques sises à Gand lui furent adjointes. À partir de 1876, l’université fut de nouveau habilitée à octroyer elle-même des grades académiques, alors qu’auparavant les étudiants devaient subir leurs examens devant une commission centrale.
En 1882, la première étudiante est admise. 

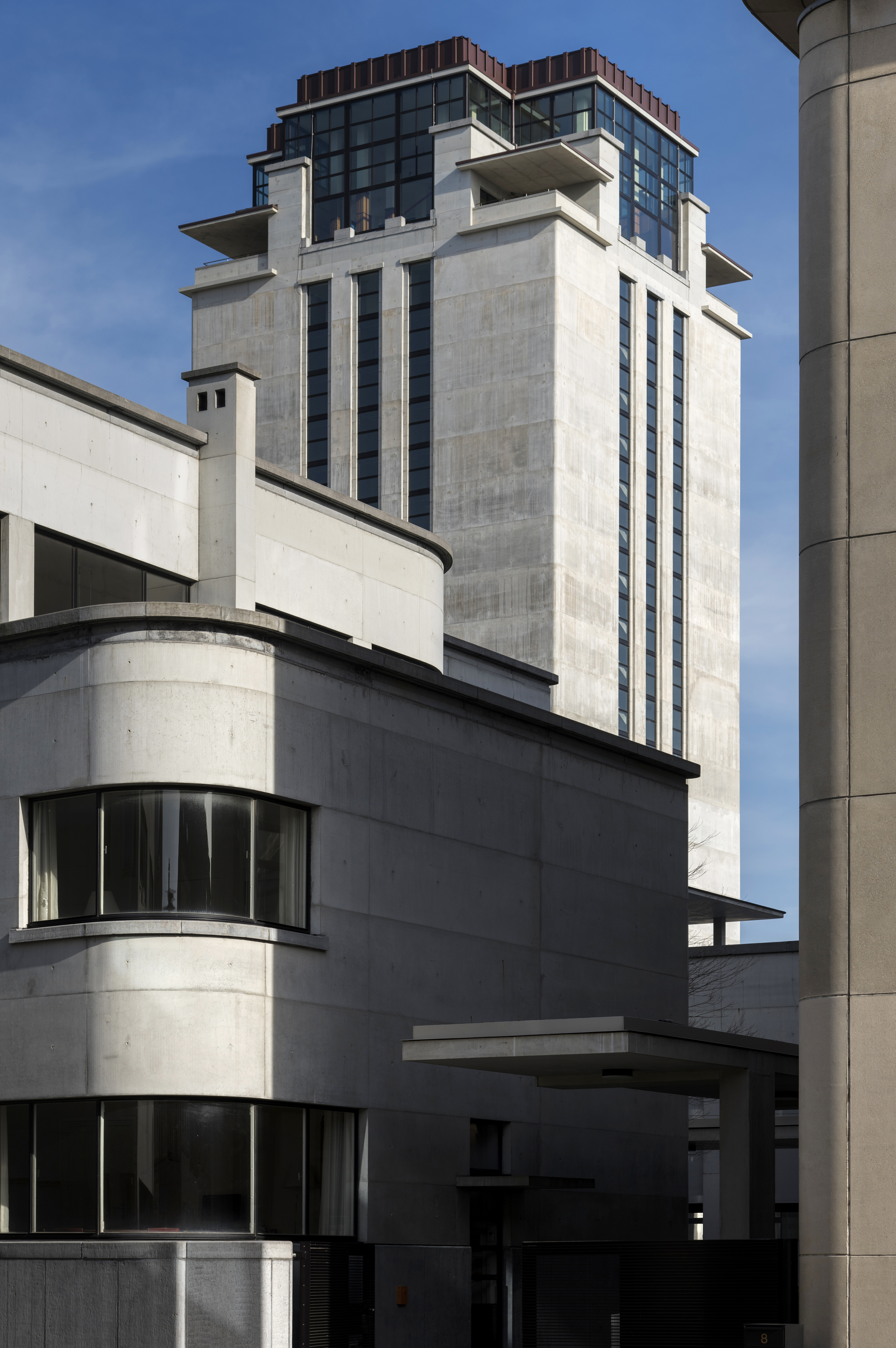
Faculté de philosophie et lettres, arch. Henry Van de Velde, jouxtée par la bibliothèque universitaire, visible en haut à droite.

Entre-temps, depuis 1830, le français s’était substitué au latin comme vecteur d’enseignement. Vers la fin du XIXe siècle, le mouvement flamand s’employa à obtenir la flamandisation de l’université gantoise, ce qui fut chose faite, une première fois sous l’occupation allemande en 1916 — flamandisation éphémère, puisque promptement annulée sitôt la guerre terminée — puis une deuxième fois en 1923, à titre définitif, partiellement tout d’abord, puis intégralement en 1930. L’université de Gand fut la première université belge dans ce cas ; cet événement est considéré comme un jalon important dans la lutte d’émancipation flamande.
La deuxième moitié du XXe siècle vit une démocratisation de l’enseignement supérieur, et l’université de Gand, de même que les autres universités européennes, connut un processus de massification : en 1953, les effectifs d’étudiants dépassèrent les 3 000, en 1959 fut franchi le cap des 4 000, et en 1969 on comptait plus de 11 500 étudiants inscrits. Dans le même temps, l’université augmenta le nombre de facultés de quatre à onze, le plus souvent en élevant au statut de faculté des écoles ou instituts qui lui étaient auparavant associés. D’autres temps forts de son histoire récente furent les mouvements contestataires de la fin des années 1960, aboutissant à ce que des étudiants pussent siéger au conseil d’administration, les turbulences de 1978 qui firent suite à l’augmentation du minerval (droit d’inscription), et le décret de la Communauté flamande de 1991, tendant à donner à l’université une autonomie plus grande.

## Facultés
L’université de Gand compte actuellement 11 facultés :
- faculté de philosophie et lettres (créée en 1817) ;
- faculté de droit (1817) ;
- faculté des sciences (1817) ;
- faculté de médecine et sciences de la santé (1817) ;
- faculté polytechnique ou des sciences de l’ingénieur (instituée en tant que telle en 1957) ;
- faculté des sciences économiques et de gestion (1968) ;
- faculté de médecine vétérinaire (1968) ;
- faculté des sciences psychologiques et pédagogiques (1969) ;
- faculté de bio-ingénierie (1969) ;
- faculté de pharmacie ;
- faculté des sciences politiques et sociales (la dernière née des facultés, 1992).

## Bâtiments

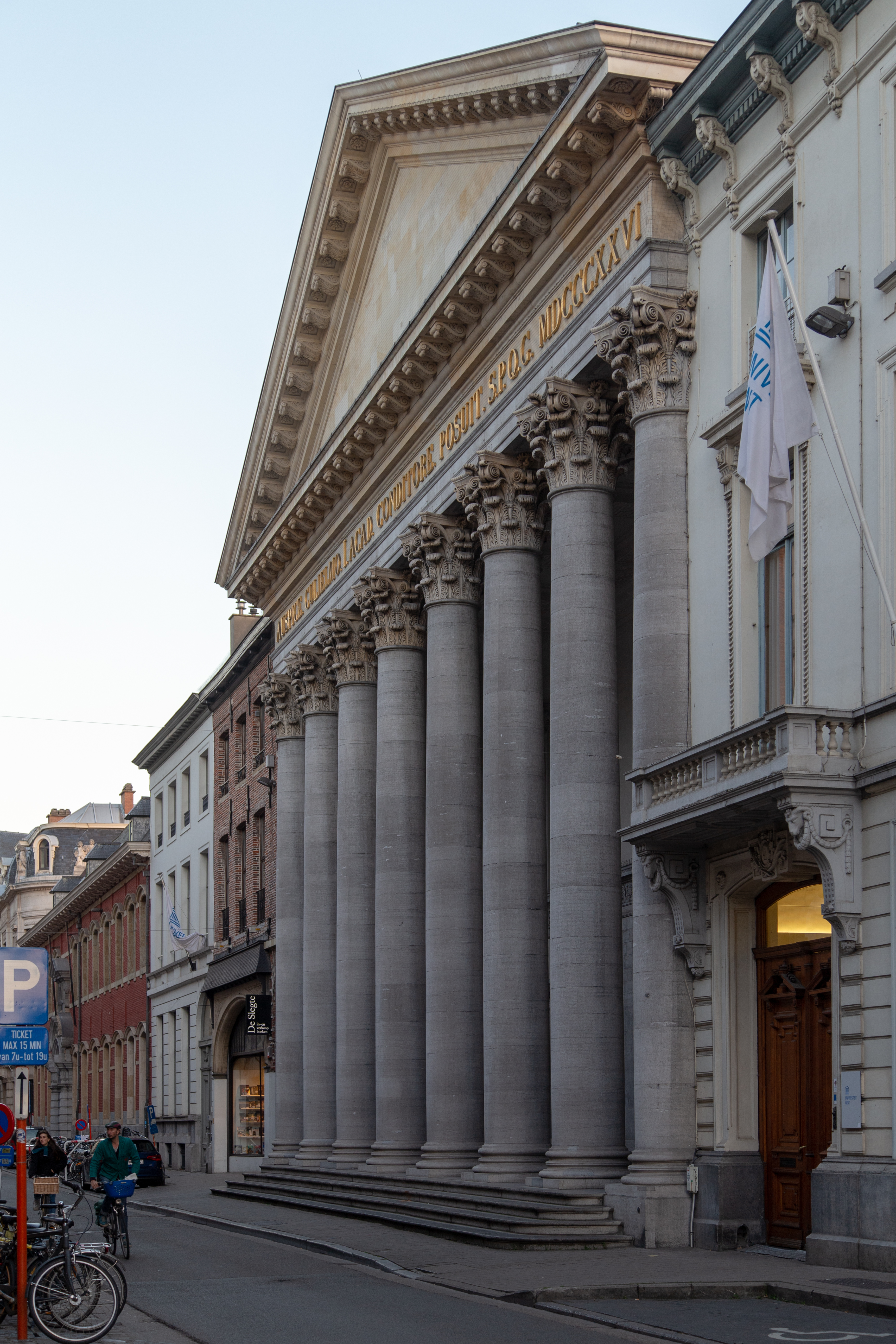
Aula de l'université de Gand, arch. L. Roelandt, 1826.

Les bâtiments universitaires sont dispersés à travers toute la ville de Gand, et même au-delà, à Merelbeke, Zwijnaarde (parc technologique) et Melle (pour les essais d’agronomie). Hébergée tout d’abord dans quelques édifices mis à sa disposition par la municipalité gantoise (le couvent des jésuites, la bibliothèque Baudeloo, l’hospice de la Bijloke), elle étendit ensuite, tout au long de son histoire, son parc immobilier soit par la construction de bâtiments nouveaux à son intention particulière (Aula, tour-bibliothèque, ou CHU réalisé en 1937, mais mis en service seulement à partir de 1959, etc.), soit par acquisition d’immeubles existants, dont quelques-uns historiques (comme le couvent des dominicains). Certains de ces bâtiments méritent une mention particulière :
- le Pand, ou couvent des dominicains, acquis en 1963, utilisé pour des congrès, des séminaires, etc. (déjà décrit ci-haut)
- l’Aula, édifié en 1826, selon les plans de Louis Roelandt, alors architecte officiel de la ville de Gand, et destiné à accueillir les cérémonies officielles. Ce complexe néoclassique, avec façade à fronton et péristyle, comprend un escalier monumental, orné de peintures murales, et une salle de promotion en forme d’amphithéâtre
- La bibliothèque universitaire et la faculté de philosophie et lettres, d’Henry van de Velde, déjà évoqué
- L’institut des sciences (rue Joseph Plateau), érigé entre 1883 et 1890, d’après les plans de l’architecte municipal Adolphe Pauli, dont c’est le couronnement de la carrière. Ce vaste édifice néoclassique, dont Pauli conçut aussi l’ameublement, est un Technikon sur le modèle allemand, c'est-à-dire un grand complexe formant campus.
- Musée de l'Université de Gand (GUM)

## Personnalités liées à l'université

### Étudiants
- Leo Apostel, philosophe
- Leo Baekeland, chimiste
- Wim Blockmans, historien
- Thierry Bogaert, fondateur de DevGen
- Marc Bossuyt, juge, professeur
- Chris Bowler, biologiste britannique
- Robert Cailliau, inventeur du World Wide Web
- Paul Christophe, pionnier du calcul des structures en béton armé
- Louis Cloquet, architecte
- Marc Coucke, cofondateur de Omega Pharma
- Franz Cumont, historien
- Els De Bens, philologue spécialiste des médias.
- Bertha De Vriese, première femme diplômée en médecine et première femme assistante de l'université
- Denise De Weerdt, historienne
- Catherine de Zegher, historienne de l'art
- Paul Fredericq, historien
- Walter Fiers, biologiste moléculaire
- Dirk Frimout, ingénieur en électronique et docteur en physique appliquée, astronaute
- Kersten Geers, architecte
- Joseph Guislain, physiologiste et psychiatre
- Franz Hellens, (Frédéric Van Ermengem), écrivain.
- Paul Janssen, pharmacologue
- Jacques-Joseph Haus, juriste
- Philippe Herreweghe, docteur, psychiatre, chef d'orchestre
- Corneille Heymans, physiologiste (prix Nobel)
- François Laurent, juriste
- Yves Leterme, Premier ministre de Belgique
- Julius Mac Leod, botaniste
- Maurice Maeterlinck, écrivain (prix Nobel) de Littérature (1911)
- Hélène Mallebrancke, ingénieure, patriote
- Paul Mansion, mathématicien
- Gerard Mortier, directeur artistique
- Peter Piot, docteur, assistant du secrétaire général des Nations unies
- Henri Pirenne, historien
- Joseph Plateau, physicien
- Albert Puters, ingénieur-architecte
- Adolphe Quetelet, statisticien
- Godfried-Willem Raes, compositeur
- Georges Rodenbach, écrivain
- Jacques Rogge, docteur, président du Comité international olympique
- Johan Rudolf Thorbecke, homme d'État
- Jozef Schell, biologiste moléculaire
- Alfred Seresia, avocat
- Henry van de Velde, architecte
- Marc Van Montagu, biotechnicien
- Désiré van Monckhoven, physicien
- Jules Van Praet, homme d'État
- David Van Severen, architecte
- Karel Velle, historien, archiviste
- Guy Verhofstadt, Premier ministre de Belgique
- Pierre François Verhulst, mathématicien
- Etienne Vermeersch, philosophe
- August Vermeylen, auteur, historien et homme d'État
- Ovide Decroly, pédagogue
- Émile Vandam, avocat et homme politique
- Daniel Varoujan, poète arménien

### Docteurshonoris causa
- Woodrow Wilson (1919)
- Pieter Zeeman (1925)
- Erwin Schrödinger (1939)
- Adelbert Van de Walle
- Paul Lacombe[Lequel ?] (1963)
- Bob Geldof (1986)
- Douwe Breimer (1990)
- Dirk Frimout (1992)
- Sir David Attenborough (1997)
- Frans van Vught (1999)
- Karel Van Miert (2000)
- Jan Hoet (2001)
- Jacques Rogge (2002)
- Kofi Annan (2003)
- William Peacock (2004)
- Desmond Tutu (2005)
- Robert Fisk (2006)

## Controverses

### Conflit à la suite de la guerre à Gaza entre les étudiants et la direction de l'université de Gand
Le 3 mai 2024, une centaine d’étudiants de l'université de Gand, membres des organisations « End Fossil Gent » et « Ghent Students For Palestine », organisent une action dans le bâtiment Universiteitsforum pour attirer l'attention de la direction de l'établissement sur la guerre dans la bande de Gaza et sur le réchauffement climatique, exigeant un boycott total des institutions académiques et des entreprises israéliennes partenaires de l'université, s'inscrivant dans le mouvement étudiant propalestinien en 2024,. Le 6 mai 2024, ils investissent le même édifice universitaire et installent des tentes et des constructions à l'intérieur du hall d’entrée en signe de soutien aux Palestiniens. Ils reçoivent le soutien d'un groupe de membres du personnel et de professeurs.
En mai 2024, l'université de Gand rompt trois contrats avec des organisations israéliennes. Le 24 mai 2024, un groupe d’étudiants s'introduit dans le rectorat de l’université de Gand et en bloque l’accès, ce qui pousse l’établissement à faire appel à la police, qui arrête une partie des militants. Le recteur Rik Van de Walle condamne leur action, la qualifiant d'« inacceptable » et entame une procédure d’évacuation du bâtiment Universiteitsforum. Selon l'université de Gand, qui dépose une plainte pour vandalisme, quatre employés auraient été blessés. Le 28 mai 2024, le parquet de Flandre orientale ouvre une enquête sur l'incident.
Dans la nuit du 30 au 31 mai 2024, l'université de Gand annonce cesser toute collaboration avec les institutions et universités israéliennes, mais maintient ses liens avec six entreprises israéliennes. Début juin 2024, des discussions sont menées entre la direction de l'établissement et le mouvement étudiant, qui annonce à leur issue poursuivre l'occupation du bâtiment,,. Le 13 juin 2024, un huissier de justice donne l'ordre aux étudiants de quitter le bâtiment qu'ils occupent, sous peine d'astreintes de 250 euros par jour. Les occupants abandonnent les lieux d'eux-mêmes le lendemain à 5 h 30.